# コンバット・デルタ
コンバット・デルタ（Combat Delta）は、株式会社東京マルイが発売した製造・販売しているエアソフトガン製品である。
モデルとなる実銃の存在しない同社のオリジナルデザインモデルであり、当項目では同様の同社製品についても記述する（#その他のマルイ製架空銃の節参照）

## 概要
対象年齢10歳以上の『電動ブローバックシリーズ』として2001年と2002年に発売された、乾電池を電源とした電動エアーコッキング方式のトイガンである。外観はM1911 “コルト・ガバメント”のカスタムモデルとしてモデル化されているが、実銃には存在しない、架空のガバメントクローンモデルである。
コンバット・デルタのモデルは、コルト社の10mmオート「デルタエリート」およびガバメントベースのカスタムレースガンであるセンチメーターマスターであると推定される。
フレームはセンチメーターマスターのものと同じものであると想定していることがうかがえ、センチメーターマスターと同形状のサムセフティやスライドストップレバー、サムガードを備える。それに対して、スライドはセンチメーターマスターとは全く異なった形状をしている。これは、ガバメントクローンの最新化系といわれるハイキャパシティ（SVインフィニティシリーズやSTI製品等）と似た形状だが、オリジナルデザインであり、また、赤地に銀でギリシャ文字のデルタ(Δ)をモチーフにしたデザインのメダリオンが入っているM1911似のグリップもオリジナルデザインである。照準器はノバックサイトタイプとなっている。
排莢口から見える薬室（を模したパーツ）に入っている刻印("BURST 10MM")、およびスライドに入っている刻印（"U.S.XM13 Cal.10mm"）から、銃身はバースト・プレシジョン製、使用弾は10mm弾（いずれも実銃が存在した場合）と、センチメーターマスターと同じ設定がされていることがわかる。

## 製品ラインナップ
- No.4 コンバットデルタ ブラック （2001年10月発売）
- No.8 コンバットデルタ シルバーモデル （2002年12月発売）

本製品が属する東京マルイの電動ブローバックシリーズは対象年齢10歳以上で、全国青少年健全育成条例をクリアしている。

## その他のマルイ製架空銃

### 架空のガバメントクローン

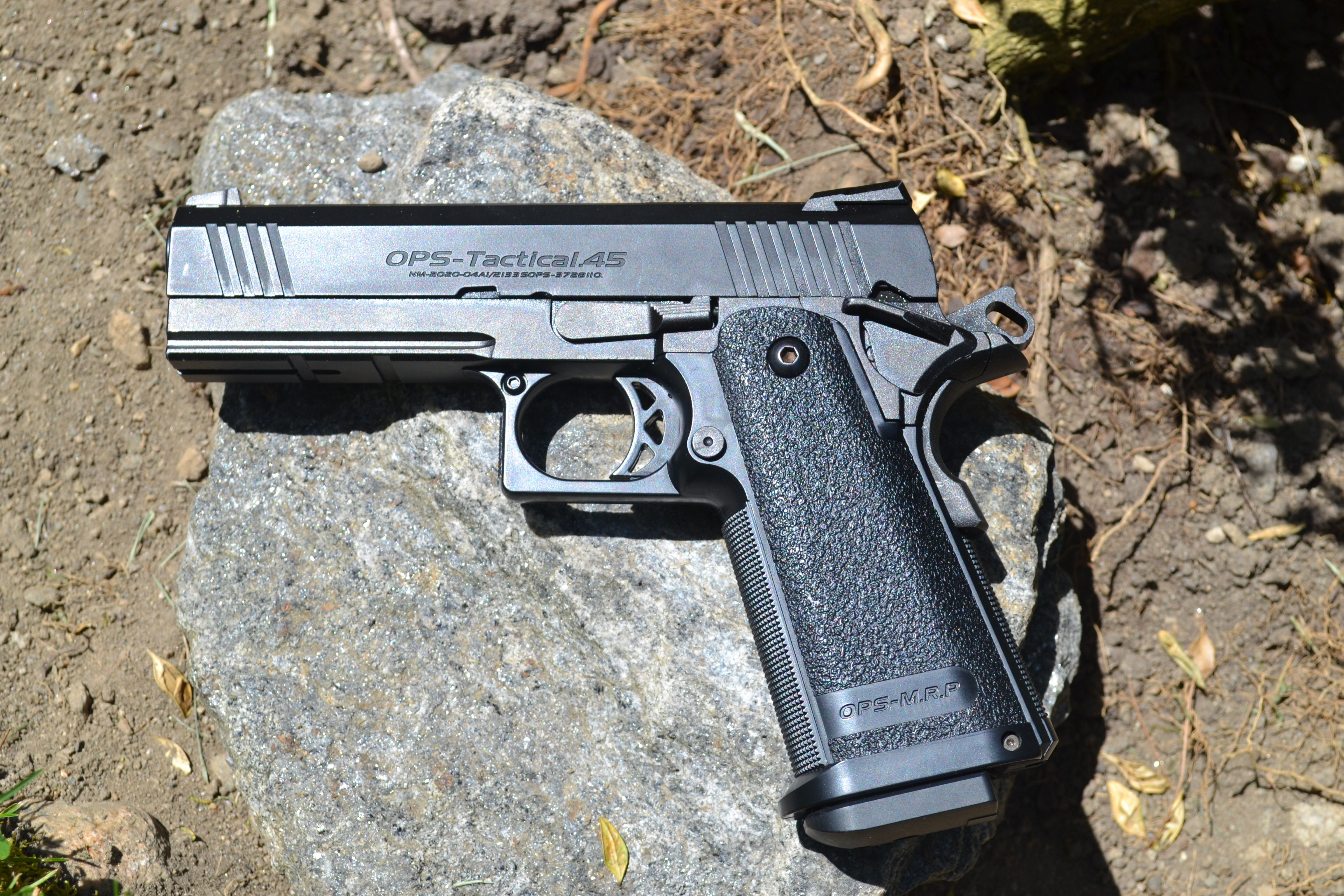
ハイキャパ4.3 タクティカルカスタム

コンバット・デルタ以外にも、東京マルイには対象年齢18歳以上のガスブローバックシリーズ、ガスブローバック・フルオートシリーズ、電動ガンハンドガンタイプシリーズと対象年齢14歳以上のガスブローバックRシリーズに「ハイキャパ」「ウォーリア」という名称の架空のガバメントクローンをモデルアップしたシリーズがある。
ウォーリアシリーズの一つであるナイトウォーリア以外はスライドのデザインにコンバットデルタと類似する点があり、コンバットデルタの兄貴分といった佇まいを持つ。薬室の刻印では、使用弾はコンバットデルタと異なり.45ACP弾になっている。

### 架空のM92系カスタムガン
マルイは「タクティカルマスター」と、「サムライエッジ」シリーズというベレッタM92ベースのオリジナルガンも輩出している。
サムライエッジシリーズはゲーム「バイオハザードシリーズ」に登場する銃で、株式会社カプコンとのコラボレートモデルである。量産品であるスタンダードモデルの他、限定品として同ゲームの登場人物専用モデルが発売されている。タクティカルマスターはM92の実在するバリエーションであるM92Gエリート/CQBをモデルにした、「実在の銃」と「架空のカスタムガン」の境界上のモデルである。このように、M92系ではコンバット・デルタ等の架空のガバメントクローンとは事情が異なる。

### 架空のグロック系カスタムガン
グロック系では、グロック17ベースの「G17カスタム」とグロック26ベースの「グロック26アドヴァンス」の2種類が輩出されている。後者は.357SIG弾に使用弾を変更した「G33ADVANCE」として、アニメ「攻殻機動隊 STAND ALONE COMPLEX」に登場した。
なお、G17カスタムについては同形状の実銃パーツが存在しており、実銃を同じ仕様にすることはできる。マルイの製品は各パーツはSmart Lock社のものがモデルになっている。

### 架空のショルダーウェポン
電動ガンシリーズには、“SAS（イギリス陸軍特殊部隊）が採用したH&K G3のCQBモデル”という設定の「G3 SAS」が存在する。この製品はG3を極限まで短縮化したデザインになっており、G3の超短銃身化カスタムモデルであるMC51Kに則ったデザインになっているが、モデル元の実銃と比べるとロアーフレームやトリガーグループが異なる上、コッキングハンドルの作動範囲が非常に短く、実物ならばボルトを十分に後退させられないであろう距離しか移動させられないものになっており、あくまで電動ガンとしてのデザインである。
なお、MC51Kは実際にSASおよびSBSの要請でイギリスのFRオーディナンス(FR ordinance)社がガンスミスのビル・フレミング(Bill Fleming)に依頼して開発したものだが、実射試験で多々の問題を発生させたため、発注元のイギリス軍特殊部隊では採用されなかった。従って上述の設定も架空のものである。
G3 SAS同様の架空の銃と実在の銃の境界上のモデルとして、
- SOCOM16をM14ベースで再現したM14 SOCOM
- 不鮮明な報道写真に写っていた“スペツナズが使用するAK-47を再現した”というAK47ヴェータ・スペツナズ
- MP5にナイツアーマメント社製のR.A.S.(レイルアダプター・システム)を付けた、MP5 R.A.S.
- “アメリカ海軍の特殊部隊、SEALチーム6“DEVGRU”が使用するカスタムタイプを再現した”とされているHK416D DEVGRUカスタム

がある。

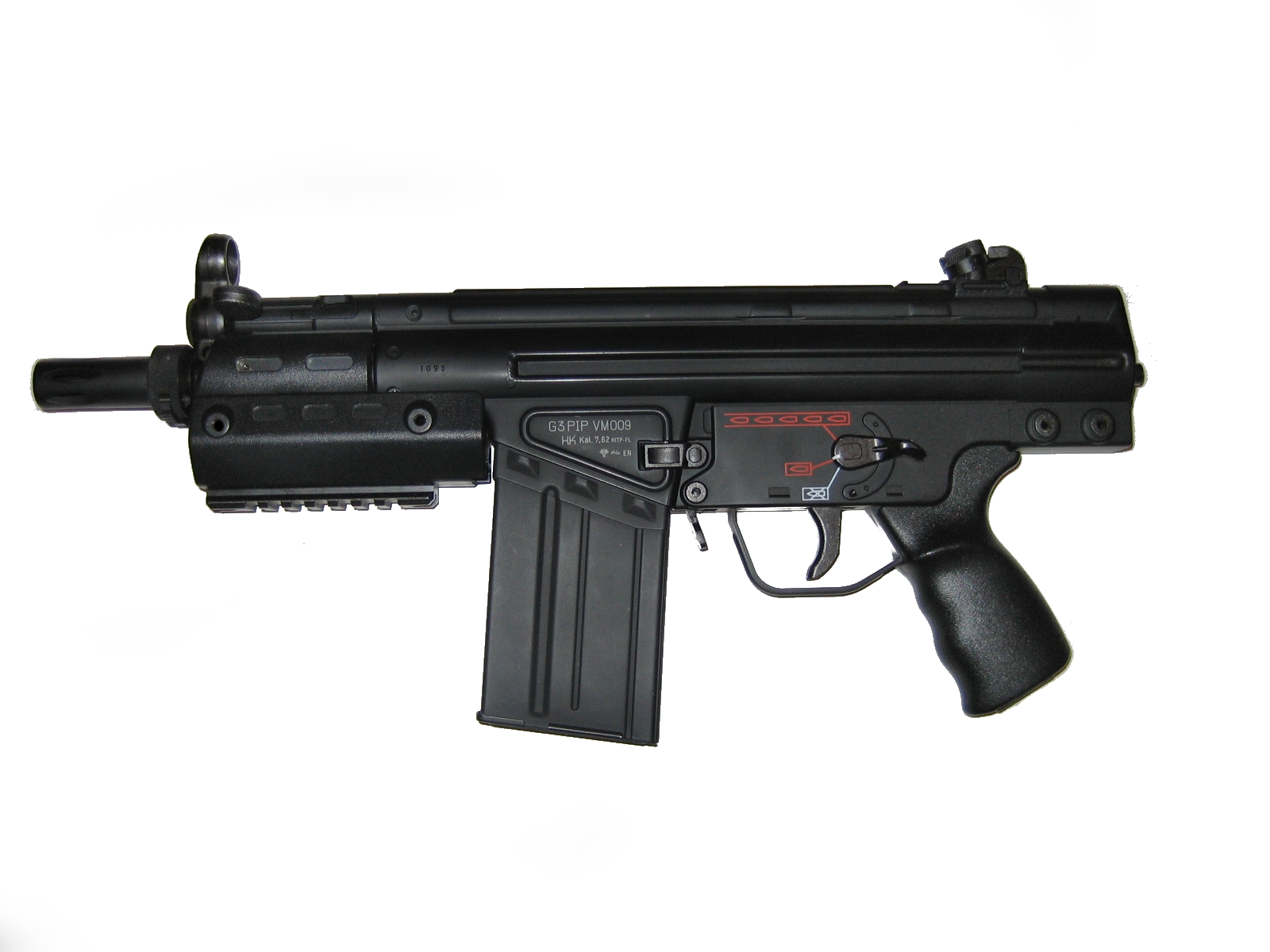
G3 SAS
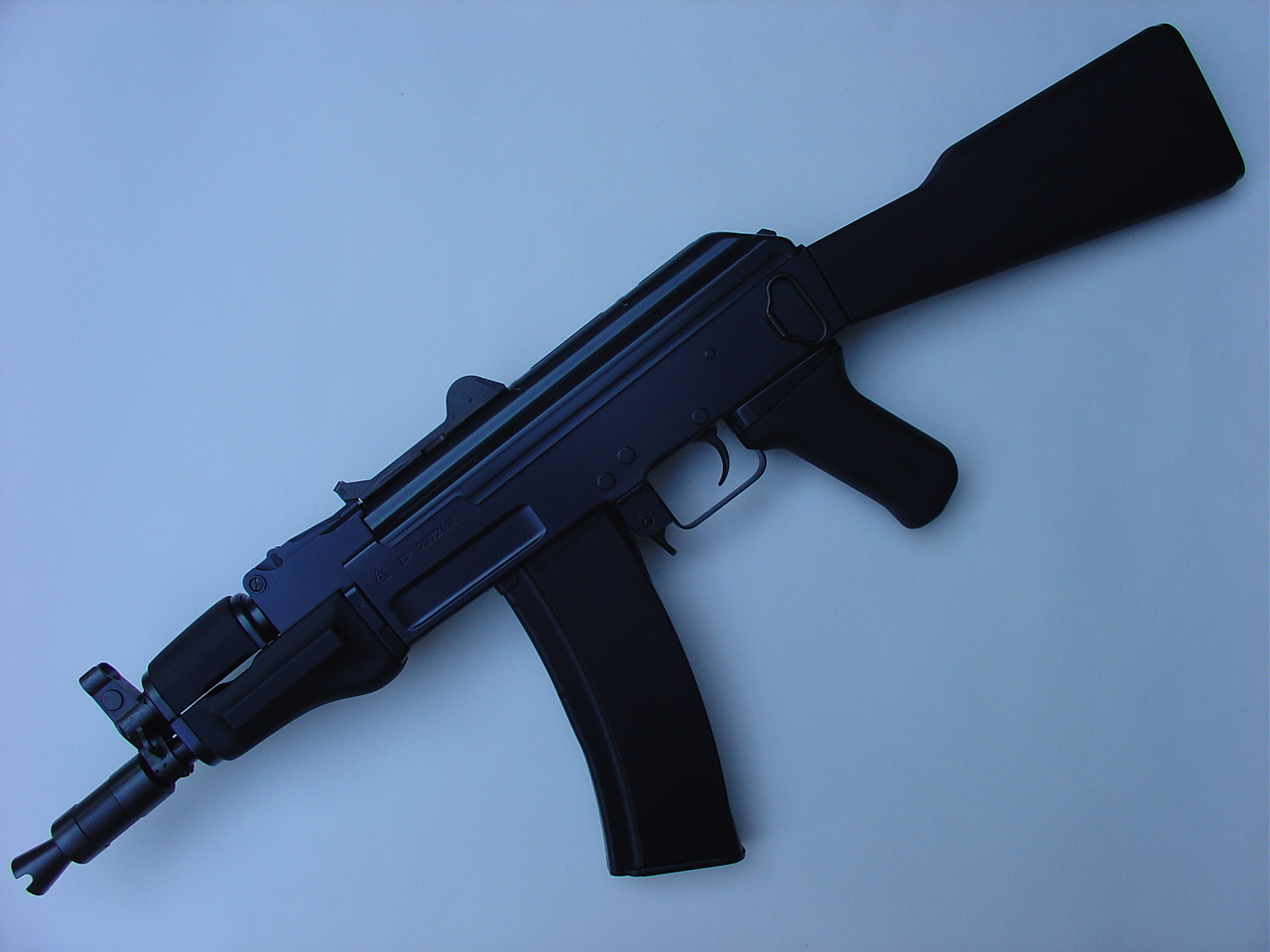
AK47 ヴェータ・スペツナズ

SOCOM16の実銃はM14のコマーシャルモデルであるM1Aがベースであり、フルオート機能はない(SOCOMという名称も商品名であり、実際にアメリカ特殊作戦軍(SOCOM)にSOCOM16が採用されているわけではない)。AK47ヴェータも“AK PISTOL”と総称される超短縮モデルは実在するが、実際にスペツナズが使用していたかについての確証はない。MP5 R.A.S.とHK416D DEVGRUカスタムについても、実銃で製品に近似した構成のものを製作することは可能だが、製品そのままのモデルが存在するかについての確証はない。
製品名とされている実銃と外観が異なるものも存在する。ナイツ SR-16カービンをナイツM4 SR-16として販売しているが、東京マルイがモデル化したものは正確には“M4E2”と呼ばれるモデルで、本来のSR-16とは異なる。
エアコッキングガンのVSR-10シリーズは、レミントンM700の面影がレシーバ等に見られるが、全体のデザインはオリジナルとなっている。